# Giovanni Pastrone

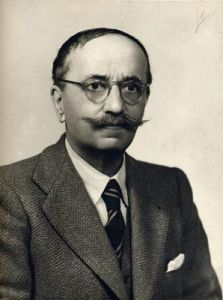
Foto de 1925.

Giovanni Pastrone, conocido también con el seudónimo de Piero Fosco (Montechiaro d'Asti, 13 de septiembre de 1883-Turín, 27 de junio de 1959), fue un director, guionista y productor de cine italiano, y desarrolló su obra cinematográfica en la época del cine mudo. 

## Biografía

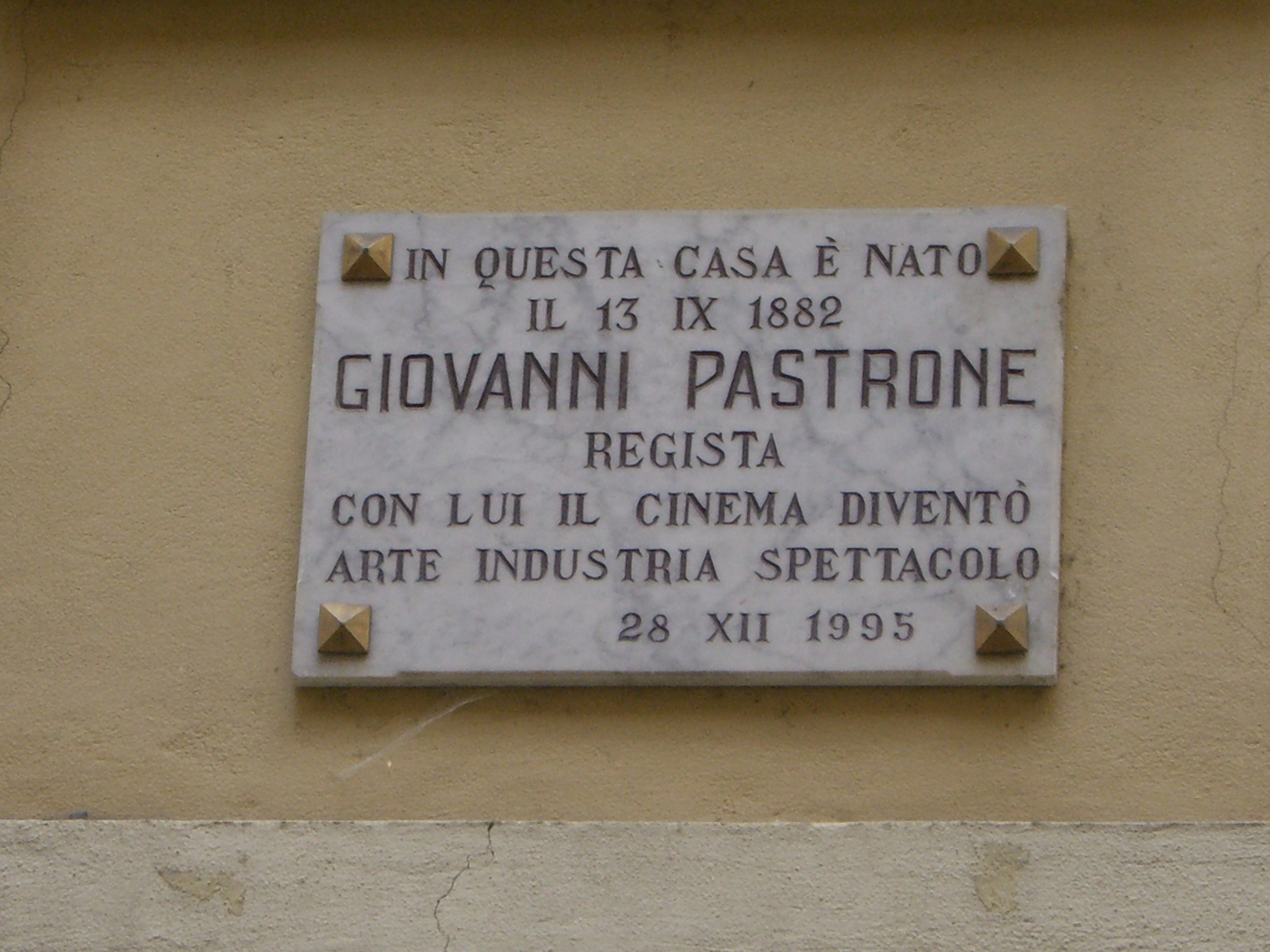
Placa conmemorativa en la casa natal del cineasta.

Tras sus estudios como administrativo, entra en 1905 como contable en la empresa cinematográfica "Rossi & C." de Turín. En 1907 es director administrativo de la compañía, que en 1908 cambia su nombre por el de "Itala Films".
Trabajando con el ingeniero Sciamengo en mejoras técnicas, patenta el "fixitè" un procedimiento para prevenir el deslizamiento de la película. Crea un circuito de salas de proyección para asegurar la distribución de cientos de sus películas. Con todo ello, la "Itala Films" se convierte en una de las productoras más importantes de Europa.
En 1910, a los veintiocho años, comienza a afrontar la realización de películas de mayor alcance y largo metraje, lo que influirá en maestros del cine internacional como David Wark Griffith, cuya película Intolerancia se inspira en el péplum de Pastrone (con intertítulos de Gabriele D'Annunzio) Cabiria, de 1914. 
En 1919, en la cima de su éxito, abandonó la actividad cinematográfica para dedicarse a la investigación médica.

## Obra cinematográfica

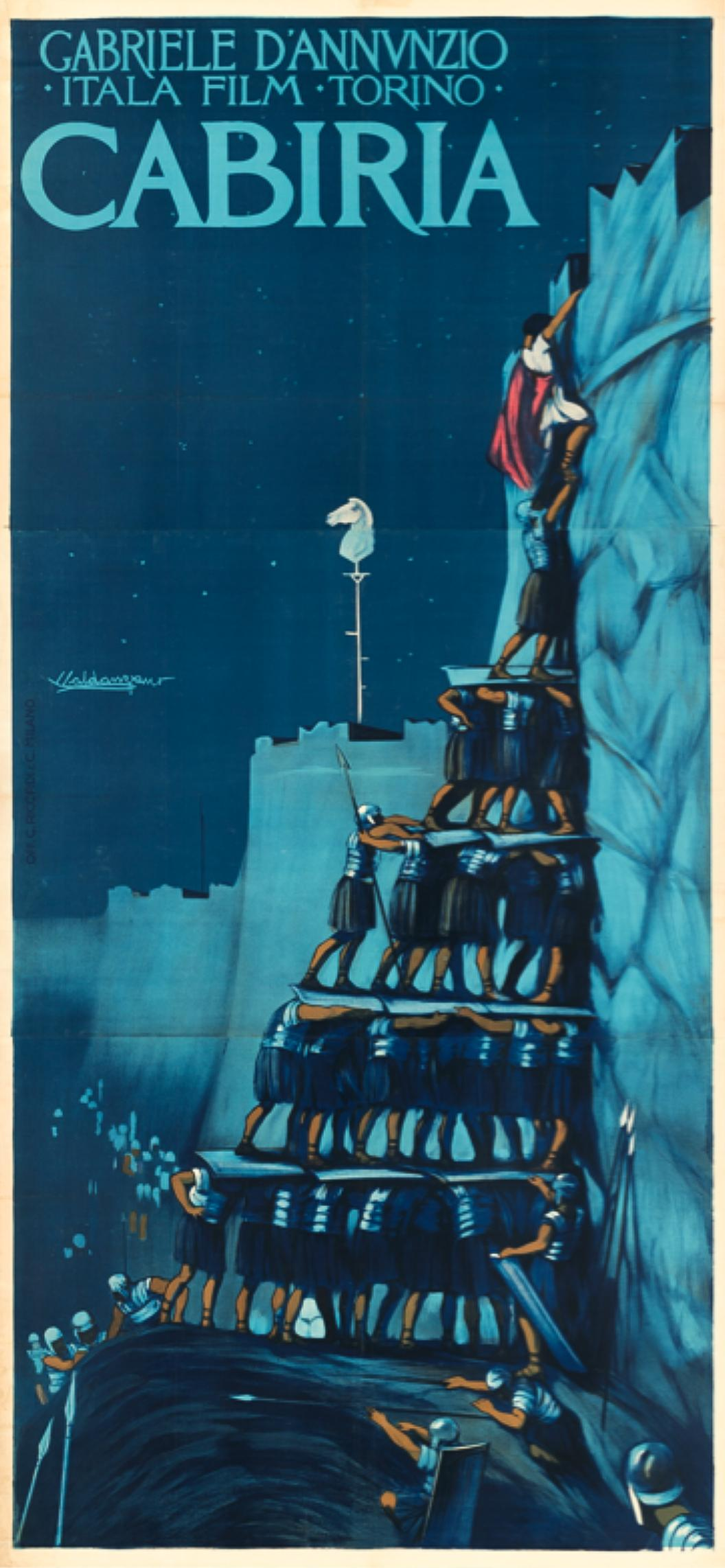
Cartel de Luigi Caldanzano para la película Cabiria.

Giovanni Pastrone llevó a su más alta cota a la empresa más importante de este momento, la llamada Itala Films, que produce en 1911 La caída de Troya, un ambicioso péplum de treinta minutos de duración, pero la más ambiciosa producción de Pastrone es Cabiria (1914), filme de dos horas de metraje y que fue conocida de inmediato en Estados Unidos en una exposición Universal en el pabellón italiano, siendo admirada por Griffith. Esta película fue realizada con todas las exigencias del "Film d'art", incluido el contratar al más reputado escritor italiano de la época, Gabriele D'Annuncio, para redactar los intertítulos.
El asunto se localiza en la época de las guerras púnicas y su argumento combina tramas bélicas, catástrofes naturales y desgarros pasionales.
Su estreno en Turín fue acompañado por la orquesta y coros del teatro. Se intentaba hacer un espectáculo fílmico que pudiese competir con la ópera, y que atrajese al público burgués y aristócrata que hasta entonces desdeñaba el cine por considerarlo un espectáculo popular.
El director de los trucajes y primer operador de cámara era Segundo de Chomón, que en este filme realizó la secuencia de la erupción del Etna con gran realismo, recurriendo al efecto schustain. También utilizó el travelling en interiores sobre rieles y la iluminación expresionista.
Los planos siguen siendo cuadros autónomos de carácter espectacular, como ocurría en la tradición de las vidas de Cristo, pero frente a esto el movimiento de cámara, agilizada por Chomón, es habitual, sin duda porque el turolense quería obtener el máximo partido de los espectaculares decorados. Esto consigue que la escala de planos se modifique sin recurrir, como Griffith, a la segmentación y al montaje, al internarse la cámara en el decorado y acercarse a los actores desde planos generales. Es lo que hoy llamaríamos un plano secuencia, como hicieron posteriormente Jean Renoir o Luis García Berlanga.

## Filmografía
- La caída de Troya (1911)
- Cabiria (1914)